# Geishöhe
Die Geishöhe oder Geißhöhe ist ein 521 m ü. NHN hoher Berg im Spessart im bayerischen Landkreis Aschaffenburg.

## Beschreibung
Die Geishöhe liegt zwischen den Orten Wintersbach und Wildensee. Auf ihrem Gipfel befindet sich der Weiler Oberwintersbach. Im Norden wird die Geishöhe durch das Tal des Dammbaches begrenzt. Im Süden schließt flach die Agneshöhe (513 m) an. An ihren Westhängen entspringt der Rosselbrunngraben.

## Ludwig-Keller-Turm

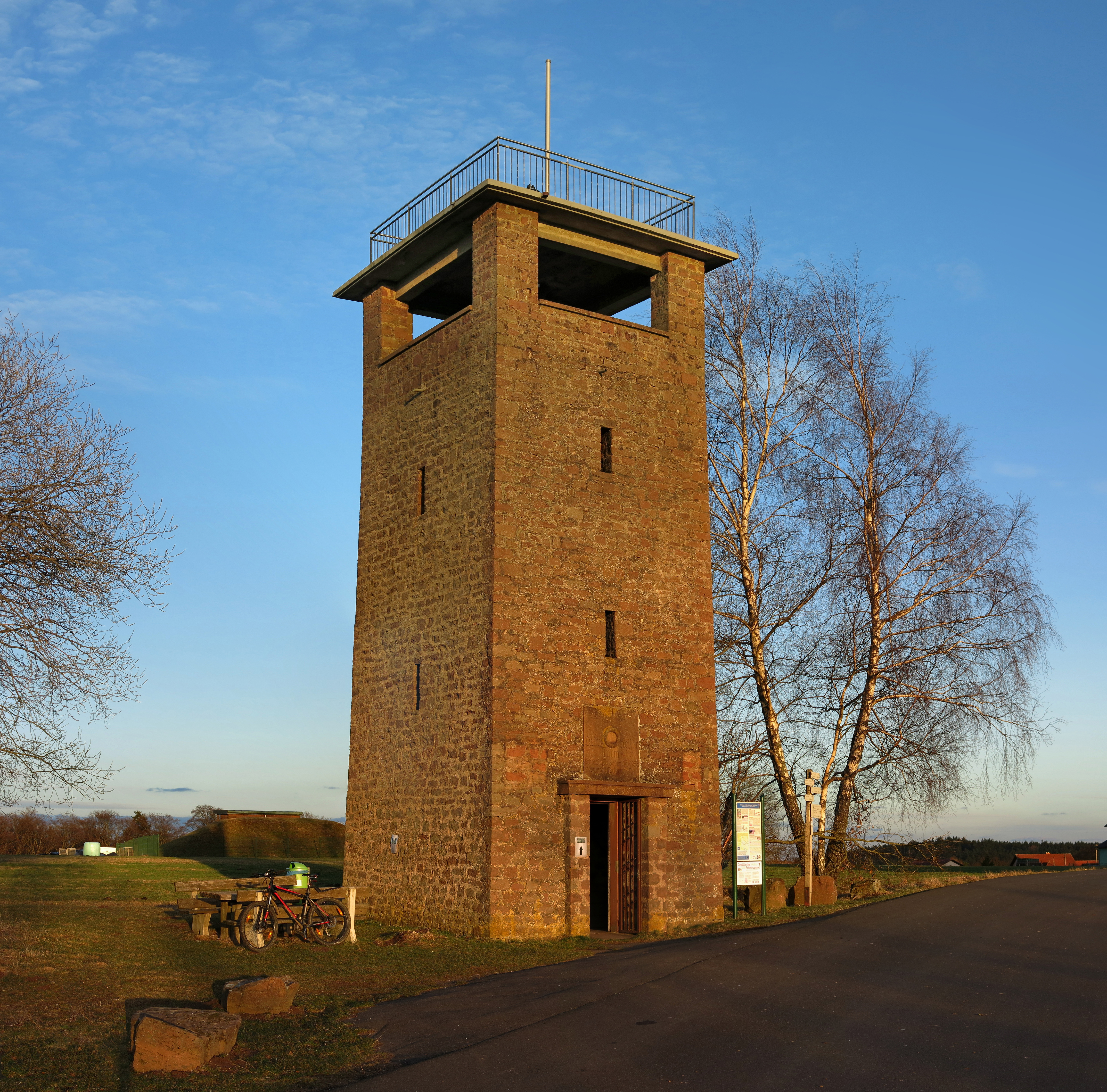
Ludwig-Keller-Turm auf der Geißhöhe

60 Meter westlich des Gipfels der Geißhöhe steht auf etwa 518,5 m Höhe der anstelle eines bereits 1899 errichteten Vorgängerbaues der vom Spessartbund 1936/37 errichtete und am 5. September 1937 eingeweihte Ludwig-Keller-Turm. Der 13 m hohe Aussichtsturm verfügt über zwei Plattformen, von denen die untere über 47, die obere über weitere 13 Stufen zugänglich ist. Von hier bietet sich eine weite Rundsicht über Spessart, Odenwald, Taunus und Rhön. Auf der 11,9 m hoch liegenden oberen Plattform befindet sich neben einer Orientierungstafel ein Pfosten mit einem geodätischen Referenzpunkt der Bayerischen Vermessungsverwaltung (531,52 m ü. NN).
Der Turm wurde 2003 grundlegend saniert. Er ist benannt nach dem Gymnasialprofessor und früheren Vorsitzenden des Spessartbundes Ludwig Keller (1873–1932).
Der Aussichtsturm wird wegen seiner exponierten Lage regelmäßig zeitbegrenzt von Funkamateuren als Sende- und Empfangsturm bei internationalen Amateurfunk-Wettbewerben genutzt. 100 Meter östlich des Ludwig-Keller-Turms erhebt sich ein 35 m hoher Stahlgittermast, der die Antennen der Empfangs- und Sendeanlage Geißhöhe trägt.
Am Ludwig-Keller-Turm treffen vier markierte Wanderrouten des Spessartbundes zusammen.